# Мужская сборная Гватемалы по баскетболу 3×3
Мужская сборная Гватемалы по баскетболу 3×3 представляет Гватемалу на международных соревнованиях по баскетболу 3×3. Управляющим органом является Федерация баскетбола Гватемалы (исп. Federación Nacional de Baloncesto de Guatemala, FNBG).
По состоянию на 16 сентября 2024, мужская сборная Гватемалы по баскетболу 3×3 занимает 146-е место в мировом рейтинге ФИБА мужских сборных по баскетболу 3×3.

## Результаты выступлений
| Турнир                           | Золото | Серебро | Бронза | Всего |
| -------------------------------- | ------ | ------- | ------ | ----- |
| Чемпионат Америки (3×3 AmeriCup) | —      | —       | —      | —     |
| Итого                            | —      | —       | —      | —     |

### Чемпионат Америки по баскетболу 3×3 (AmeriCup)
| Год         | Место          | Игры           | Победы         | Поражения      | Состав команды                                                                                    |
| ----------- | -------------- | -------------- | -------------- | -------------- | ------------------------------------------------------------------------------------------------- |
| Майами 2021 | 12             | 2              | 0              | 2              | Masson Guerra, David Monterroso, Juan Miguel Rosales, Tuchán Tuchán Ortíz                         |
| Майами 2022 | 12             | 2              | 0              | 2              | Miguel Estuardo González Salgado, Pablo Enrique González Salgado, Masson Guerra, David Monterroso |
| 2023        | не участвовали | не участвовали | не участвовали | не участвовали | не участвовали                                                                                    |